# Навагинский 78-й пехотный полк
78-й пехотный Навагинский генерала Котляревского полк — воинская часть Русской Императорской армии.
Основан: 21.09.1777 г.
Полковой праздник: День Св. Духа.

## История
- 21 сентября 1777 г. — в новоприобретённых от Турции крепостях Керчь и Еникале из занимавших их гарнизонов сформирован двухбатальонный пехотный полк (Севастопольский полк).
- 20.08.1798 г. — в Москве из рекрут сформирован мушкетёрский генерал-майора Павлуцкого полк.
- 14.12.1798 г. — мушкетерский генерал-майора графа Ивелича 1-го полк.
- 15.12.1799 г. — мушкетерский генерал-майора Рунича 1-го полк.
- 31.03.1801 г. — Навагинский мушкетерский полк.
- 1802 г. — полк приведён в состав из 3 батальонов.[1]
- 1806 г. — впервые участвовал в боевых действиях при Пултуске и затем при Прейсиш-Эйлау.
- 03.05.1807 г. — участвовал в деле под стенами Данцига
- 1808—1809 годы — в ходе Шведской войны полк принимал участие в деле у Вирта и в отражении нападения шведов на Иденсальми. Зимой 1809 года полк совершил переход через Кваркен и находился при занятии Умео, в наступлении из Торнео в Вестроботнию и в сражениях при Севаре и Ратане.
- 22 (или 28) февраля 1811 г. — переименован в Навагинский пехотный полк.
- В Отечественную войну 1812 года в составе корпуса графа Витгенштейна, участвовал в сражениях при Свольне и при Клястицах, выказав особое отличие 6 и 7 октября у Полоцка, где шеф полка генерал-майор Гарпе первым ворвался в город. После сражения при Чашниках полк был послан для занятия Витебска и участвовал в Березинской операции.
- В 1813 году — полк участвовал в сражениях при Лукау, Денневице и Лейпциге.
- В 1814 году — полк участвовал в сражениях при Краоне, Лаоне и Париже.
- 19.04.1819 — полк был передислоцирован на Кавказ.
- 04.11.1819 г. — Вследствие нового расписания войск приказом командира Грузинского корпуса от 7 ноября 1819 г. большая часть Навагинского пехотного полка поступила на пополнение Вологодского полка, который «по сему уважению» назван Навагинским.
- 26.05.1825 г. — Навагинский пехотный полк.
- 1827 год — участие в войне с Персией
- 21 или 24 марта 1834 года — присоединены 1-й и 2-й батальоны Севастопольского полка, полк стал состоять из 5 батальонов. Старшинство от 21 сентября 1777 г. Навагинскому полку передано именно от батальонов Севастопольского полка.
- 1838 г. — полк участвовал в постройке Вельяминовского и Навагинского укреплений, входивших в состав Черноморской береговой линии.
- 1842 г. — участвовал в экспедиции генерала П. Х. Граббе и на 28 июля находился в селении Игали.
- 25.03.1864 г. — 78-й пехотный Навагинский полк.
- 10.01.1913 г. — 78-й пехотный Навагинский генерала Котляревского полк.

## Боевые отличия
1. Георгиевское полковое знамя, за поход в Анди и Дарго в 1845 г., за боевые подвиги в кавказскую войну и за дело под аулом Шали в 1864 г.;
2. Знаки на шапки, за покорение Чечни в 1857—59 гг.;
3. Две георгиевские трубы, за умиротворение горских племён в Терской области и Дагестане, в 1877 г.

## Шефы
- 20.08.1798—14.12.1798 — генерал-майор Павлуцкий, Михаил Федотович
- 14.12.1798—15.12.1799 — генерал-майор (с 26.04.1799 генерал-лейтенант) граф Ивелич, Марк Константинович
- 15.12.1799—24.07.1805 — генерал-майор Рунич, Иван Петрович
- 24.07.1805—21.01.1809 — генерал-майор Арсеньев, Николай Михайлович
- 21.01.1809—19.02.1814 — полковник (с 18.10.1812 генерал-майор) Гарпе, Василий Иванович
- 30.04.1814—22.06.1815 — полковник Астафьев, Лев Евстафьевич (Астафьевич)

## Командиры
- 13.05.1799 — 16.10.1809 — майор (с 08.06.1799 подполковник, с 26.09.1800 полковник) Лялин, Дмитрий Васильевич
- 12.03.1810 — 25.11.1810 — майор Шеншин, Никита Николаевич
- 12.03.1811 — 23.11.1812[2] — майор (с 19.11.1812 подполковник, с 11.02.1813 полковник[3]) Винтер, Карл Фёдорович
- 22.05.1813 — 30.04.1814[4] — полковник Астафьев, Лев Астафьевич
- 22.06.1815[5] — 04.11.1819 — полковник Астафьев, Лев Астафьевич
- 04.11.1819 — 20.03.1826 — подполковник (полковник) Урнижевский 1-й
- 13.05.1826 — 12.11.1831 — подполковник (с 12.08.1829 полковник) Флиге, Карл Яковлевич
- 12.11.1831 — 30.03.1834 — командующий подполковник Ливенцов, Алексей Михайлович
- 30.03.1834 — 20.03.1837 — полковник Свеховский, Иван Антонович
- 20.03.1837 — 03.11.1844 — полковник (с 13.05.1841 генерал-майор) Полтинин, Михаил Петрович[6]
- хх.хх.1844 — хх.хх.1844 — полковник Карев, Фёдор Данилович (временно?)[7]
- 20.12.1844 — 07.08.1845[8] — полковник Бибиков, Михаил Николаевич
- 07.08.1845 — 30.03.1850 — полковник (с 12.10.1849 генерал-майор) барон Вревский, Ипполит Александрович
- 30.03.1850 — 02.04.1853 — полковник Карев, Фёдор Данилович
- 02.04.1853 — 08.02.1858 — полковник (с 07.04.1857 генерал-майор) Кемферт, Павел Иванович
- 08.02.1858 — 13.03.1860 — полковник Кауфман, Михаил Петрович
- хх.хх.1860 — 08.10.1864 — полковник (с 27.10.1862 генерал-майор) князь Туманов, Александр Георгиевич
- хх.хх.1864 — хх.хх.1869 — полковник Комаров, Дмитрий Виссарионович
- хх.хх.1869 — 29.12.1877 — полковник Нурид, Александр Александрович
- 09.02.1878 — 18.07.1881 — полковник Мылов, Сергей Николаевич
- 01.08.1881 — 08.10.1886 — полковник Маслов, Пётр Васильевич
- 08.10.1886 — 08.10.1889 — полковник Нельдихин, Карл-Эдуард Альбертович
- 16.10.1889 — 12.10.1895 — полковник Едигаров, Ассадулла-бек
- 15.10.1895 — 21.07.1899 — полковник Головков Тимофей Давыдович
- 11.08.1899 — 05.11.1903 — полковник Гнедич, Анатолий Макарович
- 15.11.1903 — 01.03.1908 — полковник Солоненко, Константин Степанович
- 04.04.1908 — 06.02.1913 — полковник Кольбе, Владимир Никитич
- 01.03.1913 — 12.05.1915 — полковник Ильинский, Пётр Николаевич
- 12.05.1915 — 29.03.1916 — полковник Попов, Владимир Михайлович
- 29.03.1916 — 20.10.1916 — полковник Ререн, Николай Константинович
- 15.12.1916 — 26.02.1917 — полковник Кануков, Николай Александрович
- 31.03.1917 — 14.08.1917 — полковник Рунич, Александр Александрович
- 14.08.1917 — хх.хх.хххх — полковник Гофман, Михаил Владимирович

## Известные люди, служившие в полку
- Герарди, Франц Петрович (1792—1857) — помощник штаб-доктора Кавказского корпуса, доктор медицины, статский советник.
- Гвоздев, Павел Александрович (1815—1851) — русский поэт.
- Засс, Григорий Христофорович (1797—1883) — барон, генерал от кавалерии, основатель города Армавира.
- Ильин, Алексей Иванович (1896—1962) — полный Георгиевский кавалер, советский военачальник, полковник.
- Ковтюх, Епифан Иович (1890—1938) — советский военачальник, участник Гражданской войны, комкор.
- Недодаев, Константин Иванович (1887—?) — подпоручик, полный георгиевский кавалер, участник Белого движения.